# Cantón de Una-Sana
El cantón de Una-Sana (en bosnio: Unsko-sanski kanton) es uno de los 10 cantones en que se divide la  Federación de Bosnia-Herzegovina, en Bosnia y Herzegovina. Está situado en el noroeste del país y recibe su nombre de los ríos Una y Sana. El centro del gobierno del cantón es la ciudad de Bihać. El cantón tiene una extensión de 4.125 km² y una población de 288.114 personas en 2009.

## Organización administrativa
Administrativamente, el cantón de Una-Sana se divide en 8 municipalidades:
- Bihać (capital).
- Bosanska Krupa.
- Bosanski Petrovac.
- Bužim.
- Cazin.
- Ključ.
- Sanski Most.
- Velika Kladuša.

## Geografía
Debido a la proximidad y a la forma peculiar de su vecino Croacia, varias líneas importantes del tráfico entre Zagreb y el Adriático atraviesan el cantón de Una-Sana, tal como lo hace la línea ferroviaria Bosanski Novi - Bihać - Knin. El aeropuerto más grande es el de Željava, que está situado cerca de Bihać, al este de la frontera croata.